# 美里町住民バス

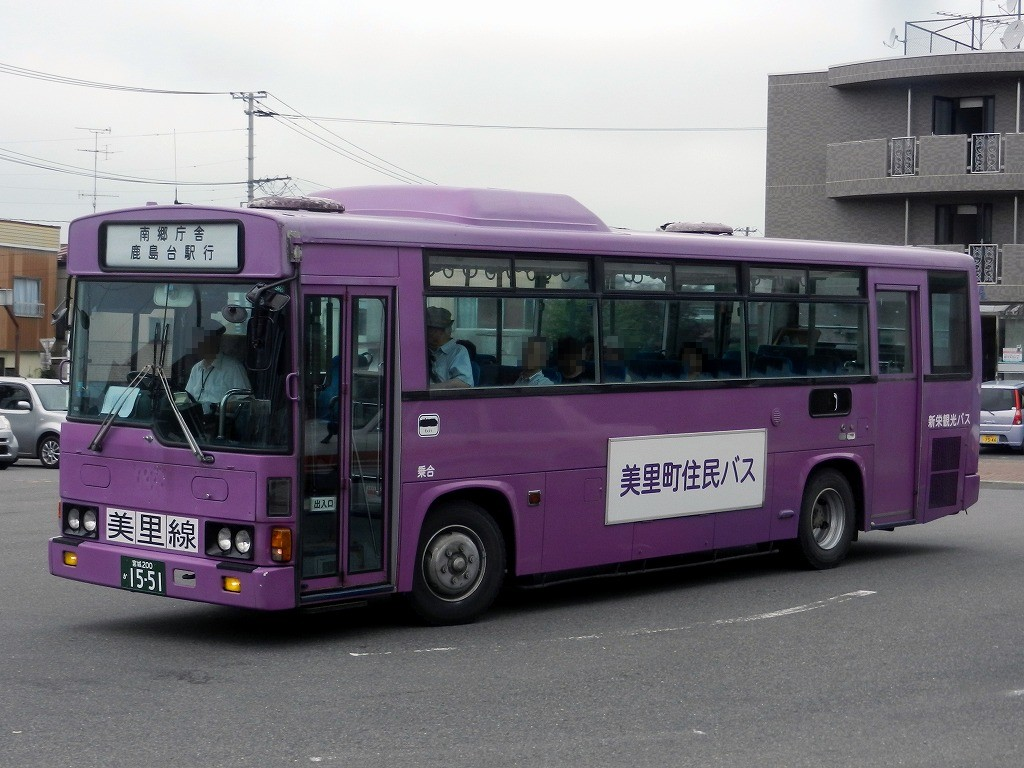
美里町住民バス（美里線）

美里町住民バス（みさとまちじゅうみんバス）は、宮城県遠田郡美里町にて運行しているコミュニティバスである。運行は、新栄観光バスに委託されている。

## 概要
- 運賃は利用1回につき100円、小学生以下や障害者とその介助者は無料
- 土曜・日曜・祝日及び年末年始は運休

## 沿革
- 1995年（平成7年）10月 - 小牛田町にて町民バス「おんべこ号」運行開始。運賃は無料。
- 2006年（平成18年）1月1日 - 小牛田町と南郷町との合併により美里町発足。同時に住民バスに両町域内を結ぶ「美里線」追加。
- 2008年（平成20年）
  - 4月1日 - 有償化、運行を新栄観光バスに委託化。
  - 10月1日 - 時刻改正。
    - 美里線を鹿島台駅まで延長、代わりに北回り線、南回り線は鹿島台駅乗入中止。コミュニティバスでは異例の5時台発（北回り線南郷病院5:30発）もなくなった。
    - 下小牛田線（南小牛田 - 美里町役場）と青生線（堀切 - 八幡集会所前）とを一体運行とする。
    - 不動堂線をJR小牛田駅東口経由とする。
- 2014年（平成26年）7月1日 - 美里線の大崎市内運行経路を変更（大崎市民病院に乗り入れ、古川免許センター乗り入れを終了）[1]。
- 2015年（平成27年）4月1日 - 北回り線と南回り線をデマンドタクシーに移行[2]。

## 路線
2015年4月1日現在。
美里線

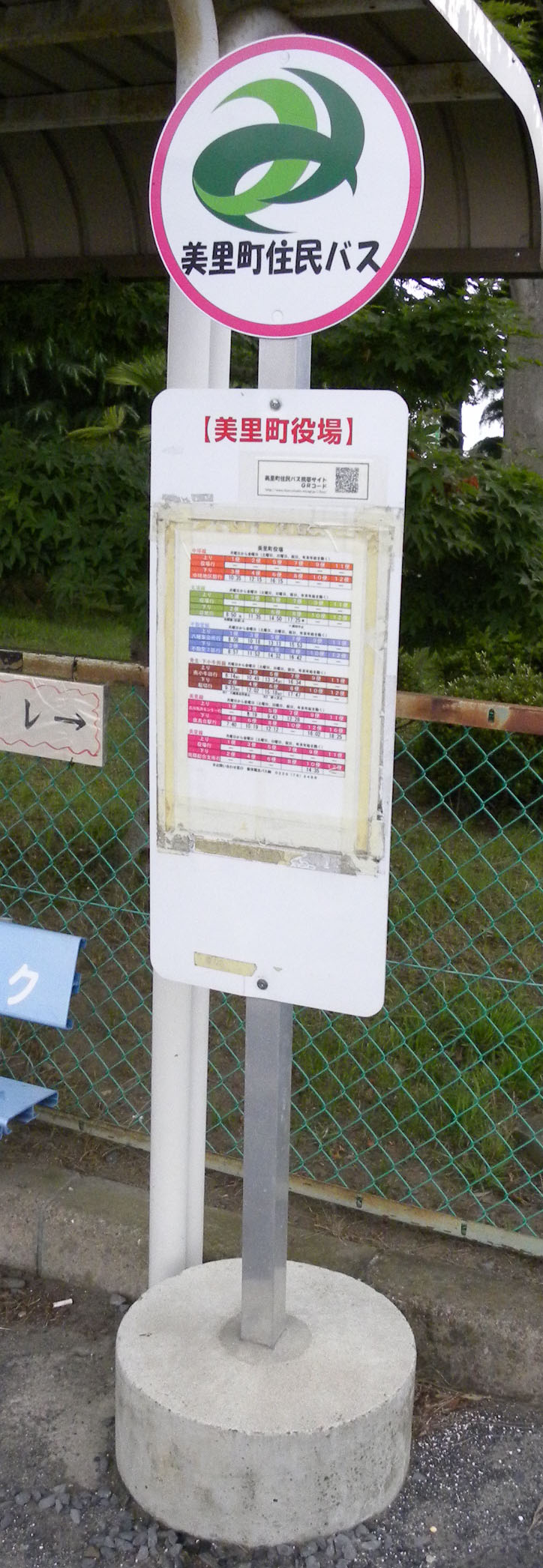
住民バスのバス停

- 鹿島台駅 - 二郷倉庫前（ - 南郷庁舎） - 南郷病院 - 町営大柳住宅（ - 花野果市場） - 練牛 - 和多屋敷 - JR小牛田駅 - 美里町役場 - 本小牛田 - 新苗代下 - 北浦駅前 - 関根 - JR古川駅南口 - 大崎市民病院
- 鹿島台駅 - 二郷倉庫前（ - 南郷庁舎） - 南郷病院 - 町営大柳住宅（ - 花野果市場） - 練牛 - 和多屋敷 - JR小牛田駅 - 美里町役場 - 本小牛田 - 新苗代下 - 北浦駅前 - 関根 - JR古川駅前 - 七日町 - 大崎市民病院
  - 3便・8便のみJR古川駅前を経由する。大崎市内（民主病院前 - 大崎市民病院間）のみの利用はできない。

中埣線
- 中埣コミュニティセンター - 中田中 - 荻埣中 - 上平針 - 下平針下 - 高城 - 中埣コミュニティセンター - 新苗代下 - 八幡集会所前 - さるびあ館 - JR小牛田駅 - 美里町役場

北浦線
- 北浦コミュニティセンター（ - 陸前谷地駅） - 関根（旧道） - 北浦コミュニティセンター - 新苗代下 - 八幡集会所前 - 蓮沼 - JR小牛田駅 - さるびあ館 - 新西原 - 美里町役場

不動堂線
- 不動堂7区 - 峯山団地 - JR小牛田駅東口 - 不動堂4区 - JR小牛田駅 - 美里町役場 - さるびあ館 - 八幡集会所前

青生線・下小牛田線
- 堀切 - 姥ヶ沢 - 青生コミュニティセンター - JR小牛田駅 - 美里町役場 - さるびあ館 - 本小牛田 - 八幡集会所前 - 町区 - 下小牛田中 - 南小牛田

### 過去の路線
北回り線
- 南郷病院 - 南郷庁舎（ - 北村） - 谷地中 - 練牛団地 - 塩釜神社前 - 和多屋敷 - 練牛 - 町営大柳住宅 - 南郷庁舎 - 南郷病院
  - 一部北村を経由しない便あり。

南回り線
- 南郷病院 - 南郷庁舎 - 二郷倉庫前 - 砂山 - 大橋 - 下二郷運動公園（ - 小島 - 二郷倉庫前） - 南郷庁舎 - 南郷病院

## 車両

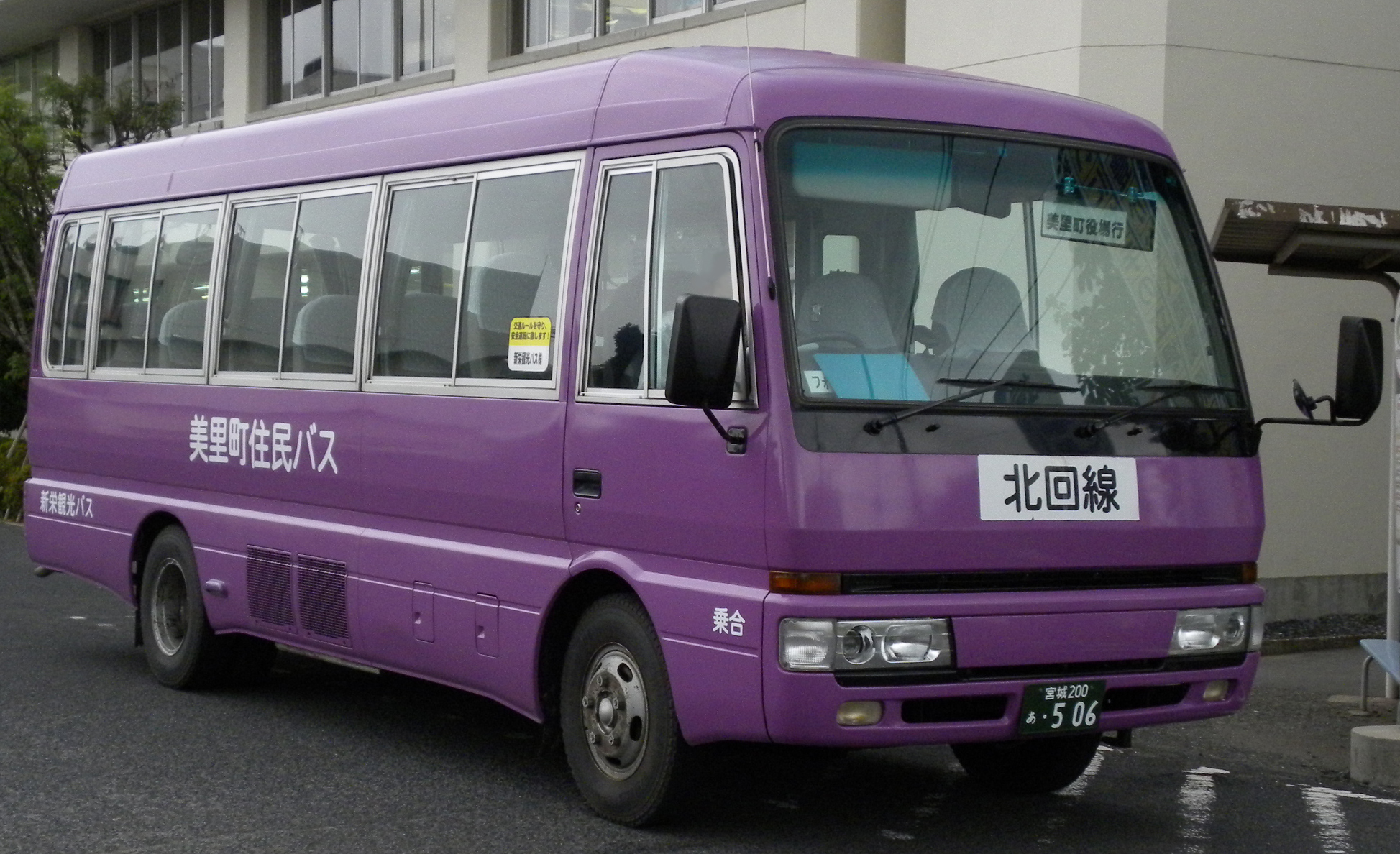
美里線・北回り線の車両
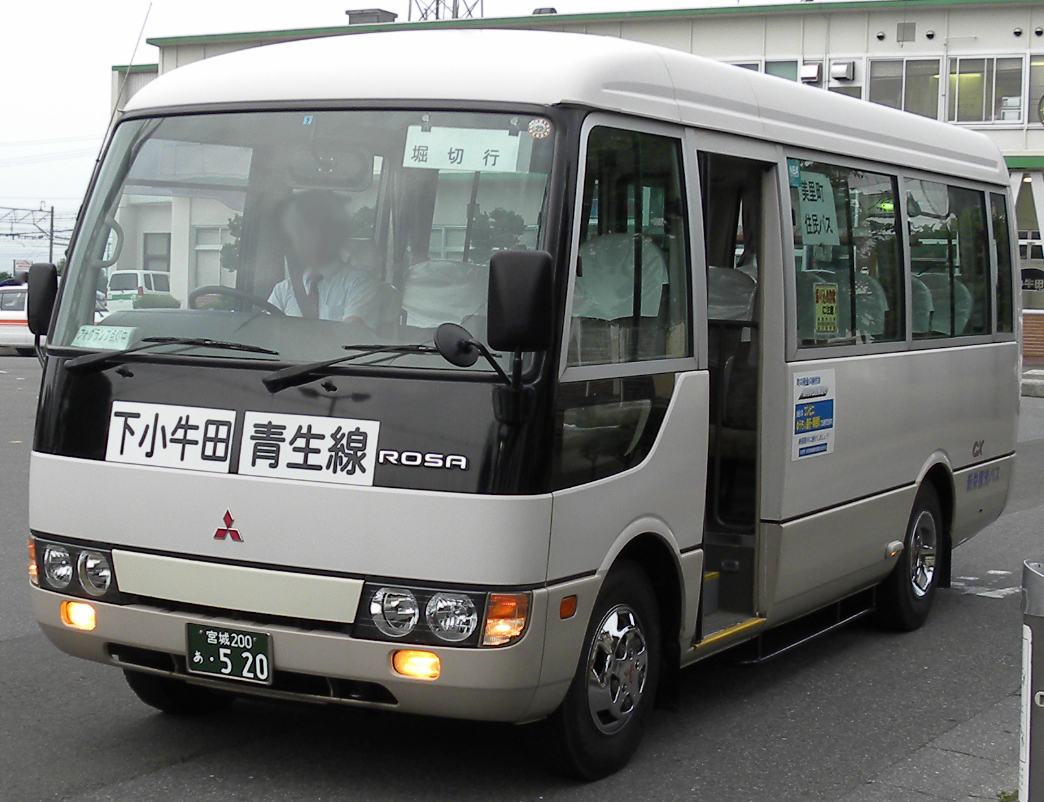
青生線・下小牛田線の車両